# Francesca Marzano d'Aragona
Francesca Marzano d'Aragona fou la dona de Lleonard III Tocco, dèspota de Romania (Acarnània) i comte de Cefalònia i Zante, amb el que es va casar el 1477.
Els Marzano vivien prop de Carinola, vora Nàpols, en el palau Marzano que encara resta d'empeus.
Expulsat el seu marit de la seva darrera possessió, Vonitza, el 1479, es va refugiar a Nàpols i Francesca va romandre a Cefalònia. El 1480 l'illa fou ocupada pels otomans, però Venècia la va recuperar i la va retornar als Tocco el 1482. El 1485 Venècia va cedir l'alta sobirania al soldà otomà i Francesca fou administradora pagant tribut a l'Imperi. El 1500 els venecians van ocupar l'illa i van posar fi al feu. El seu marit va viure fins al 1503.
Era viva encara el 1493 però no se sap quan va morir.